# Comscore
Comscore — американська компанія з вимірювання та аналізу засобів масової інформації, яка надає аналітику підприємствам, ЗМІ та рекламним агенціям.

## Історія
Comscore була заснована в липні 1999 року в Рестоні, штат Вірджинія. Компанію заснували Джан Фалгоні, який довгі роки був генеральним директором компанії Information Resources, Inc та Мегід Абрахам, який також був колишнім співробітником Information Resources, Inc.
30 березня 2007 року Comscore здійснив первинне публічне розміщення акцій на Nasdaq, використовуючи символ «SCOR».
11 лютого 2014 року Comscore оголосив про призначення Сержа Матти головним виконавчим директором з 1 березня.
Співзасновник Джан Фулгоні, який обіймав посаду заступника голови з 2014 року, замінив Сержа Матту на посаді генерального директора 10 серпня 2016 р.
2 вересня 2016 року Comscore отримала листа від NASDAQ про те, що їй загрожує виключення з біржі 12 вересня, якщо Comscore не подасть свій річний звіт за 2015 рік (форма 10-K) та звіти за перші два квартали 2016 року.

## Критика
24 вересня 2019 року Комісія з цінних паперів та бірж США звинуватила Comscore, а також колишнього генерального директора Comscore Сержа Матту в організації шахрайської схеми, яка передбачала завищення доходів та фальшиві заяви.